# Claudia Salaris
Claudia Salaris (Roma, ...) è una storica dell'arte italiana, studiosa di storia delle avanguardie e del futurismo.
Claudia Salaris vive a Roma ed è sposata con il pittore Pablo Echaurren.

## Bibliografia

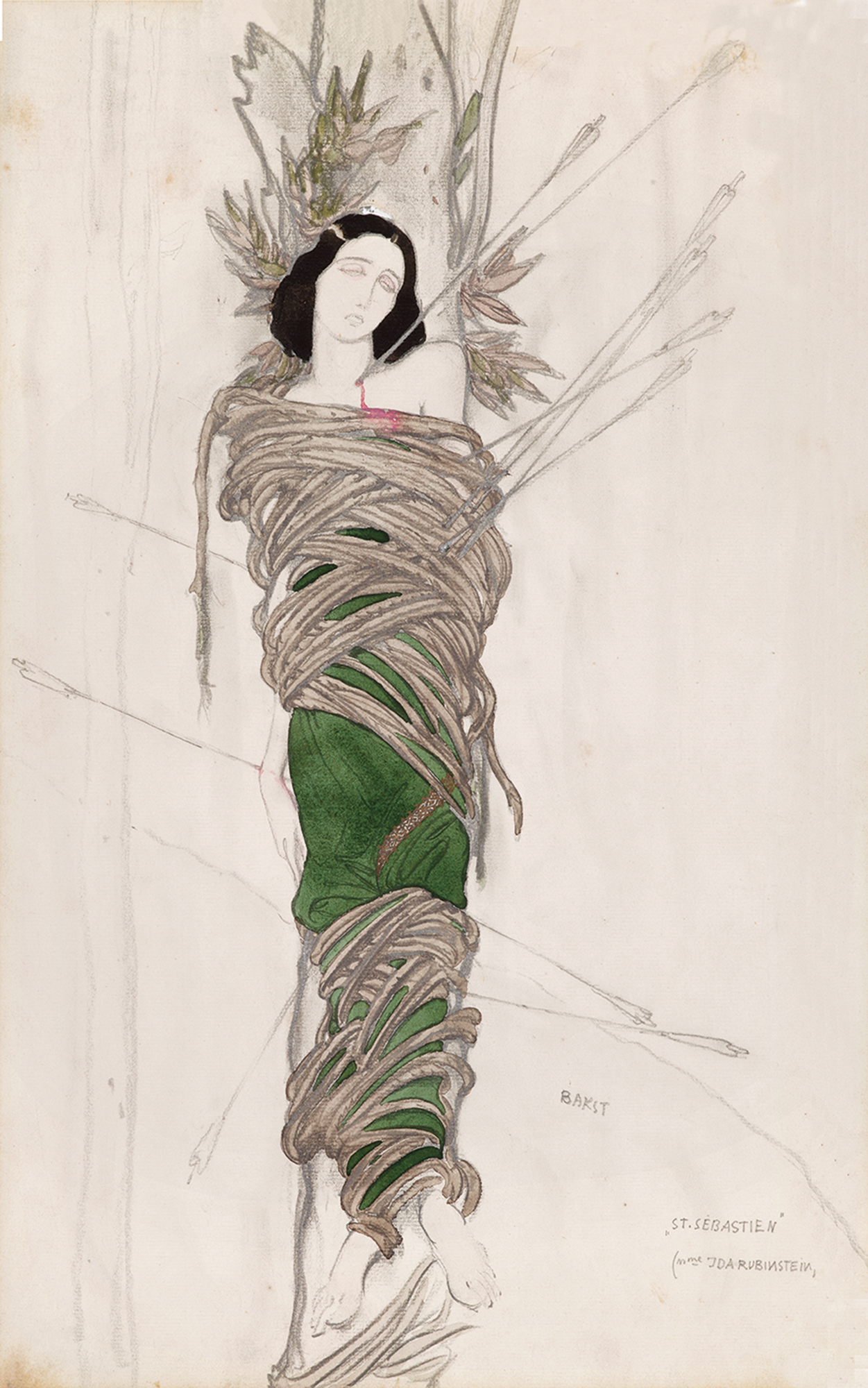
Un disegno per scenografia inerente alla ballerina Ida Rubinstein con dedica di D'Annunzio